# Tramwaje w Ploeszti

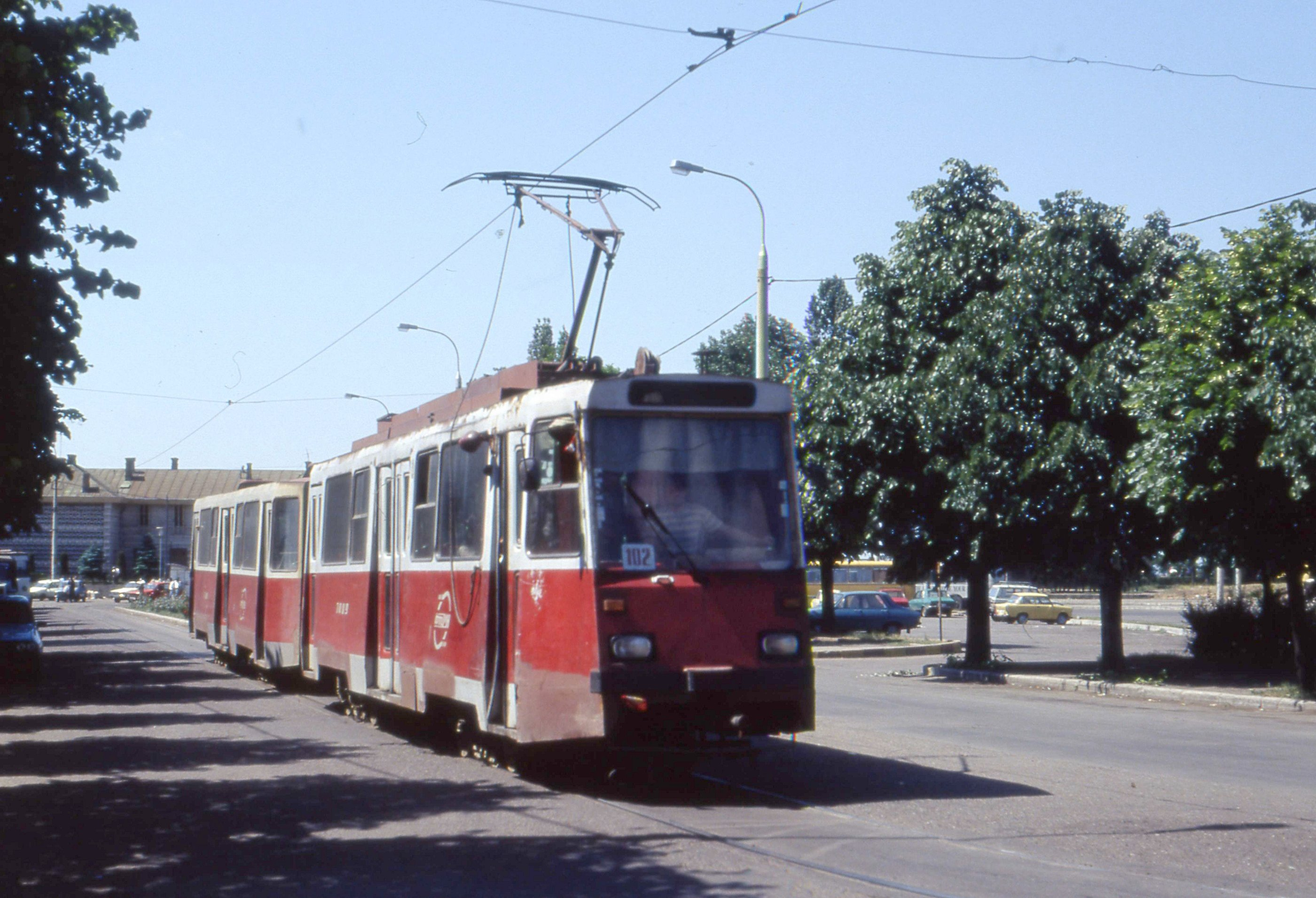
Tramwaj typu Timiș 2 na linii 102, 1994 r.

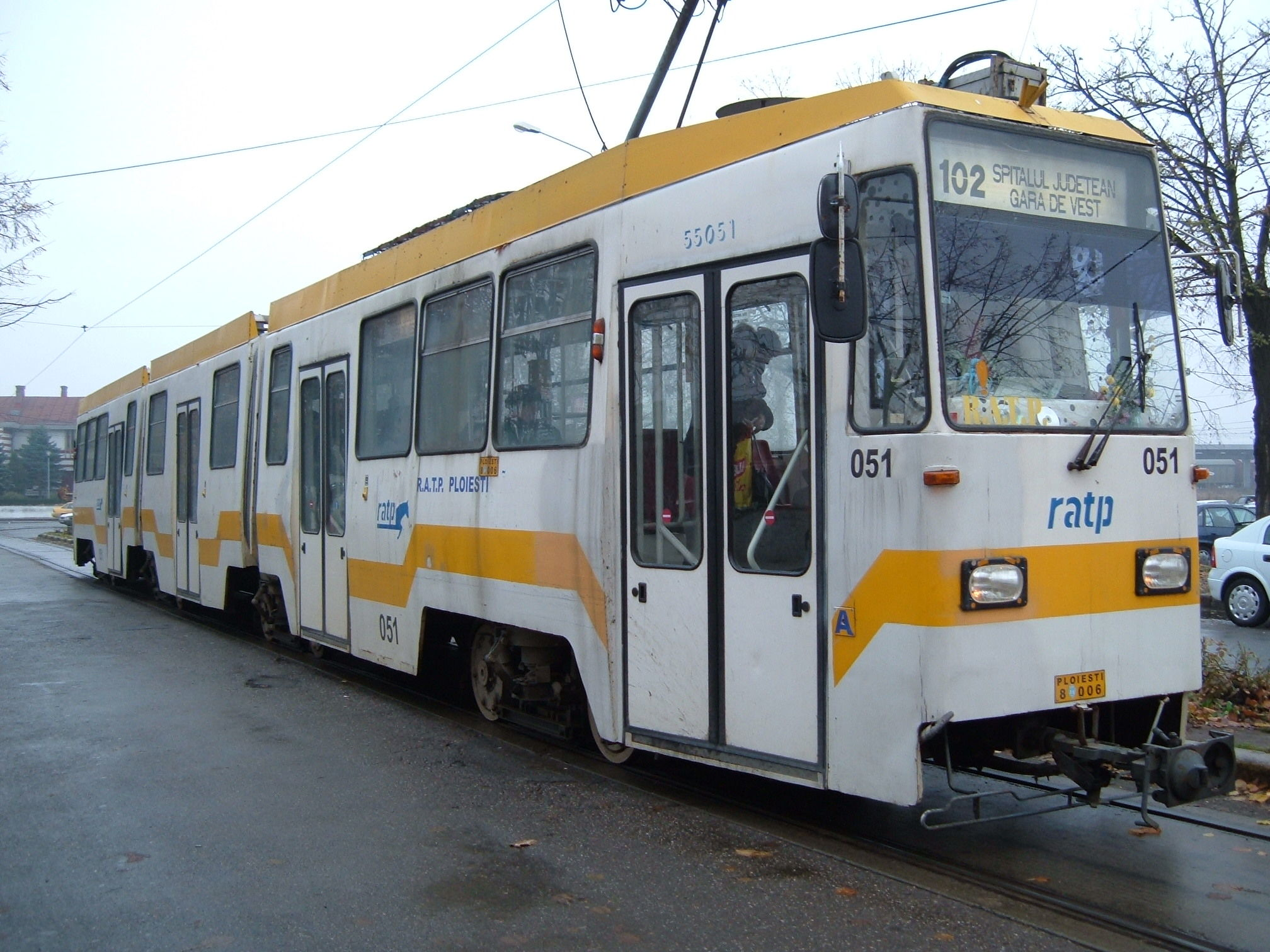
Tramwaj typu V3A na linii 102, 2006 r.

Tramwaje w Ploeszti – system komunikacji tramwajowej działający na terenie Rumunii, w mieście Ploeszti.

## Historia
Pierwsza linia tramwaju została uruchomiona w roku 1987 na trasie Gara de Sud – Spitalul Județean. Dwa lata później po mieście jeździło 6 linii obsługujących 35% przewozów.
- 101: Spitalul Județean – Gara de Sud;
- 102: Spitalul Județean – Gara de Vest;
- 103: Gara de Vest – Gara de Sud;
- 104: Armoniei – Uztel;
- 105: Gara de Sud – Cablul Românesc;
- 106: Gara de Sud – Uztel;
- 107: Gara de Vest – Uztel;
- 28: Spitalul Județean – Uztel.

W 1998 roku prezydent Thomas Hori zlikwidował linię 105 oraz torowisko na odcinku McDonalds – Cablul Romînesc. Od tego roku można mówić o stopniowej likwidacji sieci tramwajowej. W 2003 r. prezydent Emil Calotă zdecydował o likwidacji odcinka Armoniei – Uztel i przez to tramwaje linii 104, 106, 107 i 28 zostały zastąpione autobusami.
Od tego czasu w Ploeszti działają dwie linie tramwajowe: 101 i 102.

## Linie
Stan z 23 kwietnia 2020 r.
| Linia | Trasa                            |
| ----- | -------------------------------- |
|       | Spitalul Județean ↔ Gara de Sud  |
|       | Spitalul Județean ↔ Gara de Vest |

## Tabor
Tabor eksploatowany liniowo według stanu z 5 kwietnia 2024 r.:
| Zdjęcie        | Typ            | Eksploatacja od | Liczba |
| -------------- | -------------- | --------------- | ------ |
|                | Tatra KT4D     | 1996            | 23     |
|                | Tatra KT4DM    | 2002            | 7      |
| Łączna liczba: | Łączna liczba: | Łączna liczba:  | 30     |